# Ervin Hladnik Milharčič
Ervin Hladnik Milharčič, slovenski novinar, * 23. november 1954, Nova Gorica.

## Življenjepis
Ervin Hladnik je odraščal v Novi Gorici. Leta 1972 je končal srednjo šolo in se po odsluženju vojaškega roka v Jugoslovanski ljudski armadi vpisal na študij filozofije in sociologije na Univerzi v Ljubljani, vendar študija ni končal. Kot študent je skupaj z mentorjem Božidarjem Debenjakom, Pavlom Zgago in Tomažem Mastnakom sodeloval pri izdelavi obsežnega pojmovnega kazala izbranih del Marxa in Engelsa. Med študijem je začel delati za Radio Študent, kjer je poročal o problematiki šolstva. V letih od 1977 do 1984 je bil novinar in urednik družbene in aktualno-politične redakcije, ki je poročala o aktivnostih Zveze socialistične mladine Slovenije. Leta 1978 se je včlanil v Zvezo komunistov Slovenije (ZKS). Ervin je postal predstavnik ZKS v novinarskem kolektivu radia in pisal poročila stranki o novinarskem delu na radiu. Leta 1980 je poročal za radio o pogrebu jugoslovanskega voditelja Josipa Broza Tita. Leta 1983 se je poročil z Mirjam Milharčič in prevzel njen priimek. Po izteku uredniškega mandata na Radiu Študent se je zaposlil kot uslužbenec oglaševalske službe na dnevniku Delo ter začel pisati novinarske članke za študentski tednik Mladina. Delal je tudi kot prevajalec in leta 1984 prevedel delo italijanskega marksističnega teoretika Antonia Negria. Poleg poročil, intervjujev in reportaž za Mladino je pisal tudi kritične članke zoper partijsko oblast. V času slovenske pomladi se je z novinarskimi kolegi aktivno vključil v demokratično gibanje, izstopil iz Zveze komunistov in podprl prizadevanja za demokratizacijo. Leta 1989 sta skupaj s Francijem Zavrlom odšla na Kosovo in poročala o stavkah in nemirih. Ko je leta 1991 izbruhnila vojna, je postal vojni dopisnik. Za tednik Mladina je poročal iz vojn v Sloveniji, na Hrvaškem in v Bosni. Leta 1993 je dobil nagrado Zlata ptica, priznanje ustvarjalcem in poustvarjalcem za izjemne dosežke na različnih področjih kulturnega ustvarjanja, ki jo je podeljevala Liberalna akademija Liberalne demokracije Slovenije (LDS). Leta 1994 je zapustil Mladino in iz Bosne začel poročati za dnevnik Delo. Še istega leta je kot dopisnik odšel na Bližnji vzhod. Nekaj časa je deloval v Kairu in nato v Jeruzalemu. Leta 2000 je dobil novo nalogo in se preselil v Washington, kjer je postal Delov dopisnik iz Združenih držav. Leta 2002 mu je Društvo novinarjev Slovenije podelilo nagrado za najboljše novinarske dosežke. Leta 2004 se je vrnil iz ZDA in prevzel urednikovanje Sobotne priloge Dela. Leta 2006 so ga odstavili iz uredniškega mesta, zato je dal odpoved. Trenutno piše za ljubljanski časopis Dnevnik.
Bil je eden izmed 571. podpisnikov Peticije zoper cenzuro in politične pritiske na novinarje v Sloveniji.

## Nagrade in priznanja

### Čuvaj/watchdog
- 2022 za poročanje v času napada Rusije na Ukrajino